# Lymantria ceballosi
Lymantria ceballosi este o specie de molii din genul Lymantria, familia Lymantriidae, descrisă de Ramon Agenjo Cecilia 1959 Conform Catalogue of Life specia Lymantria ceballosi nu are subspecii cunoscute.